# 天使の分け前 (映画)
『天使の分け前』（てんしのわけまえ、The Angels' Share）は、2012年のイギリス・フランス・ベルギー・イタリア合作のコメディ・ドラマ映画。ケン・ローチ監督。

## あらすじ
恵まれない環境に生まれ育った青年ロビーは、暴力沙汰を起こして、裁判所から300時間の社会奉仕活動を言い渡された。
社会奉仕活動の対象者たちを指揮するのはウイスキー愛好家のハリーで、ロビーはハリーによってウィスキーの魅力に引き込まれていった。
そして、ロビーは自らにテイスティングの才能があることに気付く。

## キャスト
- ロビー - ポール・ブラニンガン（英語版）
- ハリー - ジョン・ヘンショウ（英語版）
- アルバート - ガリー・メイトランド
- モー - ジャスミン・リギンズ
- ライノ - ウィリアム・ルアン
- タデウス - ロジャー・アラム（英語版）
- アンガス・ドビー - デヴィッド・グッドール（英語版）
- レオニー - シボーン・ライリー
- 駅長 - フォード・キアーナン（英語版）

## 製作
シックスティーン・フィルムズ、ホワイ・ノット・プロダクションズ、ワイルド・バンチが製作した。BFI、Les Films du Fleuve、ウラニア、フランス2シネマが経済的にバックアップを行った。撮影は2011年4月25日よりグラスコーとエディンバラで行われた。

## 公開
第65回カンヌ国際映画祭のコンペティション部門で上映され、ローチが審査員賞を受賞した。
日本では2013年4月13日に公開された。また2013年5月に閉館する予定の銀座テアトルシネマのクロージング作品に選ばれている。